# Гуревич, Виктор Натанович
Ви́ктор Ната́нович Гуре́вич (1 января 1925, Болхов, Орловская губерния — 1993, Москва) — советский архитектор и градостроитель.

## Биография
Виктор Натанович Гуревич родился 1 января 1925 года в Болхове (ныне — Орловской области) в семье Натана Яковлевича Гуревича.
После начала Великой Отечественной войны находился в эвакуации в Ташкенте, откуда в 1943 году был призван в Советскую Армию. Принимал участие в Великой Отечественной войне. Демобилизован в 1948 году в звании капитана.
В 1955 году окончил МАРХИ. В 1961 году вступил в Союз архитекторов СССР. Работал в главным архитектором проектов в Росгипросельхозстрое. Руководил проектной мастерской института Гипрогор. Автор проектов застройки жилых кварталов и микрорайонов, НИИ, домов отдыха, дворцов пионеров, гостиниц. Участник множества архитектурных конкурсов, удостоен медали ВДНХ СССР (1976). 
Жил в посёлке Малаховка по адресу: улица Будённого, дом 4. Умер в 1995 году. Похоронен на Малаховском кладбище.

## Основные работы
- Дом приёмов Торговой палаты в Москве (1965)[3].
- Проект агрогорода Троица, ныне Тверской области (1977, премия Совета Министров СССР)[3].
- Пансионат «Лазурный», Геленджик[3].
- Пансионат Военно-морского флота в Геленджике (1980-е)[3].
- Жилой район Всполье в Суздале (1992)[3].
- Дом творчества Худфонда РСФСР[4].
- Проект детальной планировки жилого района Калининграда[4].
- Конкурсный проект центра города Магнитогорска (1-я премия)[4].

## Награды
- Орден Отечественной войны II степени (1.8.1986)[2]
- Медаль «За победу над Германией в Великой Отечественной войне 1941—1945 гг.»[2]